# Fimbristylis naikii
Fimbristylis naikii är en halvgräsart som beskrevs av Wad.Khan och Pakshirajan Lakshminarasimhan. Fimbristylis naikii ingår i släktet Fimbristylis och familjen halvgräs. Inga underarter finns listade i Catalogue of Life.